# 181-я стрелковая дивизия (1-го формирования)
181-я стрелковая дивизия — воинское соединение РККА в Великой Отечественной войне.

## История
Сформирована в августе — сентябре 1940 года, после присоединения Латвии к СССР в составе 24-го стрелкового корпуса на базе Курземской и Видземской дивизий Латвийской армии. Личный состав дивизии остался в униформе латвийской армии, однако с советскими знаками различия. Дислоцировалась в Риге.
В действующей армии во время Великой Отечественной войны с 22 июня 1941 года по 16 октября 1941 года.
На 22 июня 1941 года дислоцировалась в летних лагерях в районе Гулбене в сокращённом составе. Здесь до 29 июля дивизия развертывалась до полных штатов военного времени.
C началом войны начались факты дезертирства среди латышей, а с 29 июня 1941 года, по некоторым источникам, началась их демобилизация, точнее сказать латышей попросту отпускали по домам, предварительно разоружив — всего более 2000 человек (в основном из отслуживших положенные сроки). Вместе с тем дивизия принимала пополнение из глубинных районов страны. Основной мобсостав (около 30 % общей численности соединения) происходил из центральных и южных районов нынешней Псковской области. Однако необходимо заметить, что ядро дивизии составляли именно латыши. Боевая подготовка латышских стрелков оказалась достаточно высокой — многие из них получали награды и поощрения от командного состава в ходе войны, в том числе и в период пребывания в 181-й дивизии. Особенностью дивизии было наличие иностранных образцов техники и вооружения.
1—2 июля 1941 года 181-я дивизия выдвигается из района Гулбене в район Острова по маршруту Гулбене — Литене — Балвы — Виляка — Носово — Аугшпилс — Опочка. 2 июля 1941 года попала под авианалёт и удар авангарда танковых частей противника, но к 3 июля 1941 года смогла оторваться от врага. Интересно, что из документов 12-го механизированного корпуса, которому была поставлена задача на 3 июля 1941, совместно со 181-й стрелковой дивизией контратаковать врага в Мадоне, овладеть переправами Ляудона (Лиоград) следует: «Посланный в 181-ю стрелковую дивизию делегат связи установил, что таковая расформирована». В это время, а точнее 1—3 июля, отряд 181-й дивизии (113-й орб, 1/186-й сп, 3/640-й гап, 16-й птдн) вёл бои за Мадону, Лубану, Гулбене. На 4—6 июля 1941 года основные силы дивизии сосредоточиваются и занимают оборону на рубеже Равгово, Сакулино, Коровкино, Смолины, общей протяжённостью более 70 км. 195-й сп и 639-й ап выдвинуты в район Красногородска. 6 июля 6-я и 8-я танковые дивизии вермахта прорвались на флангах 181-й дивизии. Советское соединение оказалось в окружении. Потеряв большую часть артиллерии основные силы дивизии вышли к реке Великой. На 7 июля 1941 года имела в своём состава около 1800 человек.
На 8 июля 1941 года обороняет рубеж по восточному берегу реки Великая на участке Пушкинские Горы, Белки (10 километров севернее Опочки). На 9 июля 1941 года ведёт бои с силами противника в районе Пушкинские Горы, Захино.
9-12 июля отряды дивизии, действующие на левом фланге в районе Захино нанесли ряд ощутимых ударов по авангардам 30-й пехотной дивизии и мотопехотной дивизии СС "Мертвая голова".
10—11 июля 1941 года участвует в контрударе на непосредственно перед тем захваченные Пушкинские Горы и Опочку. В ходе контрударов города были освобождены. В районе Пушкинских Гор 181-я дивизия успешно держала оборону до 17 июля. 18 июля 1941 года с возобновлением немецкого наступления после контрудара советских войск под Сольцами попала в окружение между рекой Соротью и шоссе Пушкинские Горы — Новоржев где понесла большие потери. 21—25 июля остатки дивизии выходили из окружения в район ст. Сущево. 31 июля — 12 августа 181-я стрелковая дивизия вела оборонительные бои на участке Поддорье — Холм. 12-24 августа части дивизии участвовали в контрударе советских войск под Старой Руссой. Часть сил оказывала помощь и обеспечение флангов 25-й кавалерийской дивизии РККА, основные силы дивизии провели успешный контрудар на Холм. 25 августа — 6 сентября соединение держало оборону на р. Ловать, чем оказало серьёзную помощь войскам 34-й армии, выходящим из окружения под Старой Руссой. 7 сентября немецкие танки заняли Демянск. Войска 34-й и 27-й армий, в том числе и 181-я дивизия вновь оказались в окружении.
8 сентября части дивизии выдвинулись в свой последний поход — на прорыв из окружения, третьего за два месяца. К 20.00 17 сентября окруженцы под руководством командира 186-го сп капитана Панина вышли в район д. Голенек, где встретились с войсками 241-й стрелковой дивизии, занимающей оборону по восточному берегу озера Селигер. Большую помощь при выходе на Большую землю оказал Осташковский партизанский отряд лесничего Козеева. Арьергардом войск, выходящих из окружения, являлся отряд Смирнова (часть сил 6-го партизанского полка).
В конце сентября 1941 года немногие оставшиеся в строю бойцы и командиры бывшего 24-го Латышского корпуса после проверок направлены в формировавшуюся 201-ю Латвийскую стрелковую дивизию в Гороховец. 2 октября 1941 года на основе командного состава 181-й стрелковой дивизии восстановлена 183-я стрелковая дивизия. 16 октября 1941 года в деревне Ходуново 181-я стрелковая дивизия расформирована.

## Состав
- 186-й стрелковый полк
- 195-й стрелковый полк
- 243-й стрелковый полк
- 639-й артиллерийский полк
- 640-й гаубичный артиллерийский полк
- 16-й отдельный истребительно-противотанковый дивизион
- 186-й отдельный зенитный артиллерийский дивизион
- 113-й разведывательный батальон
- 296-й сапёрный батальон
- 169-й отдельный батальон связи
- 202-й медико-санитарный батальон
- 257-я отдельная рота химической защиты
- 384-й автотранспортный батальон (с 20 августа переформирован в 29-ю автотранспортную роту)
- 207-я полевая хлебопекарня
- 593-я полевая почтовая станция
- 420-я полевая касса Госбанка

## Подчинение
| Дата            | Фронт (округ)         | Армия      | Корпус                 | Примечания |
| --------------- | --------------------- | ---------- | ---------------------- | ---------- |
| 22.06.1941 года | Северо-Западный фронт | 27-я армия | 24-й стрелковый корпус | -          |
| 01.07.1941 года | Северо-Западный фронт | 27-я армия | 24-й стрелковый корпус | -          |
| 10.07.1941 года | Северо-Западный фронт | 27-я армия | 24-й стрелковый корпус | -          |
| 01.08.1941 года | Северо-Западный фронт | 11-я армия | 24-й стрелковый корпус | -          |
| 01.09.1941 года | Северо-Западный фронт | 27-я армия | -                      | -          |
| 01.10.1941 года | Северо-Западный фронт | 27-я армия | -                      | -          |

## Командиры
- Лиепиньш, Янис Петрович (1940—1941), генерал-майор
- Борисов, Пётр Васильевич (03.06.1941 — 17.07.1941), полковник;
- Фролов, Алексей Степанович (18.07.1941 — 29.09.1941), полковник.